# Кандеду (Мурса)
{{НП
|статус=район
|русское название=Кандеду
|оригинальное название=Candedo
|страна=Португалия
|вид региона=
|регион=Северный регион (Португалия)
|регион в таблице=
|вид района=округ
|район=Вила-Реал (округ)
|район в таблице=
|вид общины=муниципалитет
|община=Мурса
|община в таблице=Мурса
|остров=
|подчинение=
|герб=
|флаг=
|ширина герба=
|ширина флага=80
|lat_dir=N
|lat_deg=41
|lat_min=21
|lat_sec=49
|lon_dir=W
|lon_deg=7
|lon_min=23
|lon_sec=4
|CoordAddon=
|CoordScale=
|ЯндексКарта=
|карта страны=
|карта региона=
|карта района=
|размер карты страны = 250
|размер карты региона=
|размер карты района=
|внутреннее деление=
|вид главы=
|глава=
|дата основания=
|первое упоминание=
|прежние имена=
|статус с=
|площадь=28,89
|высота центра НП=
|вид высоты=
|климат=
|население=1 126
|год переписи=2001
|плотность=39,0
|агломерация=
|национальный состав=
|конфессиональный состав=
|этнохороним=
|часовой пояс=
|DST=
|телефонный код=
|почтовый индекс=
|почтовые индексы=
|автомобильный код=
|вид идентификатора=
|цифровой идентификатор=
|сайт=
|язык сайта=
|язык сайта 2=
|язык сайта 3=
|язык сайта 4=
|язык сайта 5=
|add1n=
|add1=
|add2n=Вид
|add2=[[Изображение:|thumb|200px]]
|add3n=
|add3=
}}
Кандеду (порт. Candedo) — район (фрегезия) в Португалии, входит в округ Вила-Реал. Является составной частью муниципалитета Мурса. По старому административному делению входил в провинцию Траз-уж-Монтиш и Алту-Дору. Входит в экономико-статистический субрегион Алту-Траз-уш-Монтеш, который входит в Северный регион. Население составляет 1126 человек на 2001 год. Занимает площадь 28,89 км².